# خوان خوسيه بوريلي
خوان خوسيه بوريلي (بالإسبانية: Juan José Borrelli)‏ هو مدرب كرة قدم ولاعب كرة قدم أرجنتيني في مركز الوسط، ولد في 8 نوفمبر 1970 في سان إيسيدرو في الأرجنتين. شارك مع منتخب الأرجنتين لكرة القدم. أما مع النوادي، فقد لعب مع إسبانيول وباناثينايكوس وتيغري وديبورتيفو مالدونادو وريال أوفييدو وريفر بليت ونادي سان لورينزو.

## وصلات خارجية
- خوان خوسيه بوريلي على موقع الاتحاد الدولي (مؤرشف)  (الإنجليزية)
- خوان خوسيه بوريلي على موقع قاعدة بيانات كرة القدم.إي يو (الإنجليزية)
- خوان خوسيه بوريلي على موقع ناشيونال فوتبول تيمز (الإنجليزية)